# Sue Carr

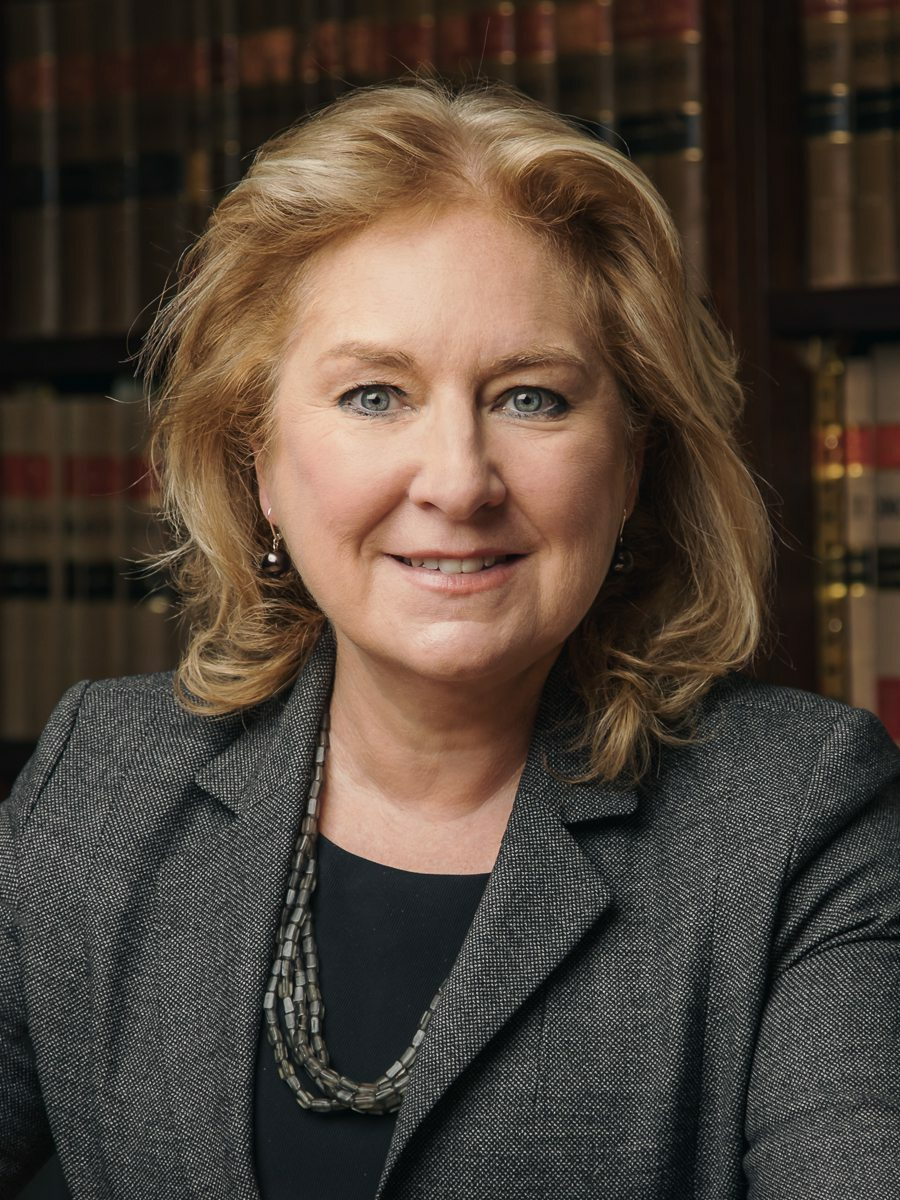
Dame Sue Lascelles Carr, 2022

Sue Lascelles Carr, Baroness Carr of Walton-on-the-Hill, DBE (* 1. September 1964) ist eine britische Juristin und Lady Chief Justice of England and Wales seit dem 1. Oktober 2023. Sie ist die erste Frau als Oberste Richterin in der Gerichtsorganisation in England und Wales seit Einführung des Amtes des Lord Chief Justice im 13. Jahrhundert. Carr war zunächst von 2013 bis 2020 Richterin am High Court und von 2020 bis 2023 höchste Richterin am Court of Appeal.

## Leben und Ausbildung
Carr ist eine Tochter von Richard Carr (1938–2025) und Edda Harvey (geborene Armbrust), ging in die Wycombe Abbey School in Buckinghamshire und absolvierte schließlich das Trinity College in Cambridge.

## Berufliche Karriere
Carr erhielt ihre Gerichtszulassung 1987 und arbeitete in der renommierten Anwaltsboutique 4 New Square Chambers. Sie wurde zum Queen’s Counsel 2003 ernannt. Am 6. Mai 2009 wurde Carr zum Recorder (Stadtrichter) ernannt und als stellvertretende Richterin am High Court zugelassen.
Im April 2011 wurde Sue Carr zum Disciplinary Commissioner in den Verfahren vor dem Internationalen Strafgerichtshof ernannt.
Am 14. Juni 2013 wurde Carr Richterin am High Court und zugleich als Dame Commander des Order of the British Empire (DBE) geadelt. Sie wurde der Queen’s Bench Division zugewiesen und Mitglied des Judicial College von 2014 bis 2018.
Am 21. April 2020 wurde Carr zur Richterin am Court of Appeal ernannt und damit am 28. April 2021 auch ins Privy Council aufgenommen.
Am 15. Juni 2023 wurde die Ernennung zum Lord Chief Justice of England and Wales bekanntgegeben. Sue Carr wurde Lady Chief Justice und folgte damit Ian Burnett, Baron Burnett of Maldon am 1. Oktober nach. Am 6. November 2023 wurde sie als Baroness Carr of Walton-on-the-Hill, of Walton-on-the-Hill in the County of Surrey, zur Life Peeress erhoben und dadurch Mitglied des House of Lords.

## Privatleben
Carr ist verheiratet mit Alexander Birch, mit dem sie drei Kinder hat.